# Saturday Night at the Movies
Saturday night at the movies is een single van de Amerikaanse band The Drifters, die is uitgebracht in 1964. Het liedje is geschreven door Barry Mann en Cynthia Weil. De plaat haalde de 18e plaats in de Amerikaanse Billboard Hot 100 en de 3e plaats in de Britse UK Singles Chart.

## Hitnotering in Nederland
| Saturday night at the movies | Saturday night at the movies | Saturday night at the movies | Saturday night at the movies | Saturday night at the movies | Saturday night at the movies | Saturday night at the movies | Saturday night at the movies | Saturday night at the movies | Saturday night at the movies | Saturday night at the movies |
| Hitlijst                     | Datum van binnenkomst        | Week:                        | 1                            | 2                            | 3                            | 4                            | 5                            | 6                            | 7                            | Laatste notering             |
| ---------------------------- | ---------------------------- | ---------------------------- | ---------------------------- | ---------------------------- | ---------------------------- | ---------------------------- | ---------------------------- | ---------------------------- | ---------------------------- | ---------------------------- |
| Nederlandse Top 40           | 09-01-1965                   | Positie:                     | 37                           | 35                           | 27                           | 24                           | 31                           | 29                           | 40                           | 20-02-1965                   |